# 민심뉴스
민심뉴스(Minsimnews)는 대한민국 언론사로, 2024년 1월 18일 인터넷 신문사업 등록을 했다. 연예, 이슈, 정치, 사회, 국방, IT, 스포츠 등 각종 소식을 전달하는 매체다

## 역사
2024년 1월 18일, 민심뉴스 인스타그램, 유튜브, 페이스북, 트위터(X), 네이버블로그, 핀터레스트등에 민심뉴스 SNS 채널을 오픈했다.

## 특징
대중의 의견과 생각을 반영하여 국민의 마음을 담아내는 뉴스를 목표로 하는 상호명으로, '민심'은 국민의 마음과 여론을 의미하며, 민심뉴스는 국민의 마음을 담아내는 매체이다.
민심뉴스는 다양한 시각을 아우르는 국민의 목소리를 담아, 새로운 소식과 이슈, 정보를 빠르고 정확하게 전달하는 미디어전문지입니다.